# Муан (Республика Корея)
Муа́н (кор. 무안군?, 務安郡? Муан-гун) — уезд столица провинции Чолла-Намдо, Южная Корея.

## История
29 декабря случилась авиационная катастрофа

## Города-побратимы
Муан является городом-побратимом следующих городов:
- Тобонгу, Республика Корея
- Кунпхо, Республика Корея
- Ыйрён, Республика Корея